# درشنويية (غوغر)
درشنوییة (بالفارسية: درشنوییه) هي قرية تقع في إيران في قسم غوغر الريفي.